# Versioner
|  | Denne artikel er oprettet af botten PalnaBot ud fra en ekstern database. Den kan derfor have sproglige fejl eller mangler. Denne skabelon kan fjernes efter kontrol af indholdet. |

Versioner er en dokumentarfilm fra 2012 instrueret af Christina Christensen efter eget manuskript.

## Handling
En narkoleptisk pige lever i et tåget grænseland mellem drøm og virkelighed, indtil hendes lidelse en dag kaster hende ud i en faretruende situation, hvor det bliver afgørende at kunne skelne mellem drømmetilstand og virkeligt mareridt. I filmen optræder udelukkende karakterer, der spiller 'sig selv' i rekonstruerede situationer baseret på hovedkarakterens egne (virkelige) dagbøger, og' Versioner' udforsker dermed bevidst grænsen mellem iscenesættelse og virkelighed, skuespil og autenticitet.